# سام سباركس
سام سباركس (بالإنجليزية: Sam Sparks)‏ هو قاضي ومحامي أمريكي، ولد في 1939 في أوستن في الولايات المتحدة.